# Bart Star
O craque é Bart é o sexto episódio da 9ª Temporada de Os Simpsons que foi ao ar em 9 de novembro de 1997 no Estados Unidos.
Nesse episódio, aparece  o pai de Nelson.

## Sinópse
Durante a feira de saúde acontecem várias coisas: teste de audição, primeiros-socorros, teste de emagrecimento e etc. O resultado é divulgado na televisão e diz que existem várias pessoas gordas em Springfield e um dos caminhos para emagrecer é o futebol americano. Por estar meio gordo, Bart se inscreve no futebol americano, onde o treinador é Ned Flanders. Depois do teste, Ned indica o seguinte resultado: Bart Simpson é o agarrador, Nelson Muntz é o atacante, Ralph Wiggum fica no "time especial" e etc. Logo antes do primeiro jogo começar, Homer xinga Ned de ser um mau treinador. Nos primeiros jogos, o time de Springfield se sai muito bem, até que em uma partida, Homer joga uma lata de cerveja Duff na cabeça de Flanders, que sai furioso atrás de Homer, que diz que qualquer um com meio-cérebro treinaria melhor que ele. Ned diz que ele se ofereceu para ser o novo treinador e sai furioso.
No dia seguinte, Homer transformou a escada dos Simpsons em um "campo de treino". Homer faz com que Bart dê 20 voltas, até que Marge relembra o modo em que seu pai o tratava em relação a esportes: sempre botando dificuldade. Desde então, Homer favoritiza Bart no time, fazendo vista-grossa pelo seu péssimo talento para jogar futebol e na hora dos cortes nunca o cortar. Quando Bart finge estar todo quebrado para não jogar, Homer pede para que Nelson entregue ao juíz uma carta pedindo para desistir do jogo. O Chefe Wiggum diz que ele tem um mandado de prisão contra Nelson Muntz, mas ele não sabe quem é Nelson. Para não jogar e para não perder o melhor atacante, Bart diz que ele é Nelson e é preso. O time de Homer ganha e Bart é levado embora.

## Produção
O episódio foi escrito por Donick Cary, que obteve inspiração de uma experiência na escola em que ele teveum treinador de futebol com um filho na equipe.